# Paloma O'Shea
Paloma O'Shea y Artiñano (Guecho, 19 de febrero de 1936) es una pianista, filántropa y mecenas española, presidenta de la Escuela Superior de Música Reina Sofía. Casada con el banquero Emilio Botín, ya fallecido, ostenta el título de primera marquesa de O'Shea.

## Biografía
Sus padres fueron José O'Shea Sebastián de Erice y María Asunción Artiñano Luzárraga. Estudió Música (especialidad piano) en el Conservatorio de Bilbao, estudios que finalizó y completó privadamente en Francia, graduándose con honores y obteniendo el Primer Premio. Tiene seis hermanos, entre los que se encuentran Covadonga O'Shea, segunda directora de la revista Telva, e Iñaki O'Shea, uno de los 46 condenados en el macroproceso 18/98 seguido en la Audiencia Nacional contra la "trama civil de ETA".
Se casó con el banquero Emilio Botín y dedicó su energía durante unos años a la formación de una amplia familia. Tres de sus hijos, Ana, Emilio y Francisco Javier, han seguido la actividad financiera; Paloma y Carolina, la vocación humanística, con interés respectivamente en las artes plásticas y la Historia Medieval; y Carmen se ha concentrado en la acción social y la vida familiar. En la actualidad, Paloma O'Shea cuenta con diecisiete nietos.
Mantiene una gran relación de amistad con la reina Sofía.

## Actividad profesional

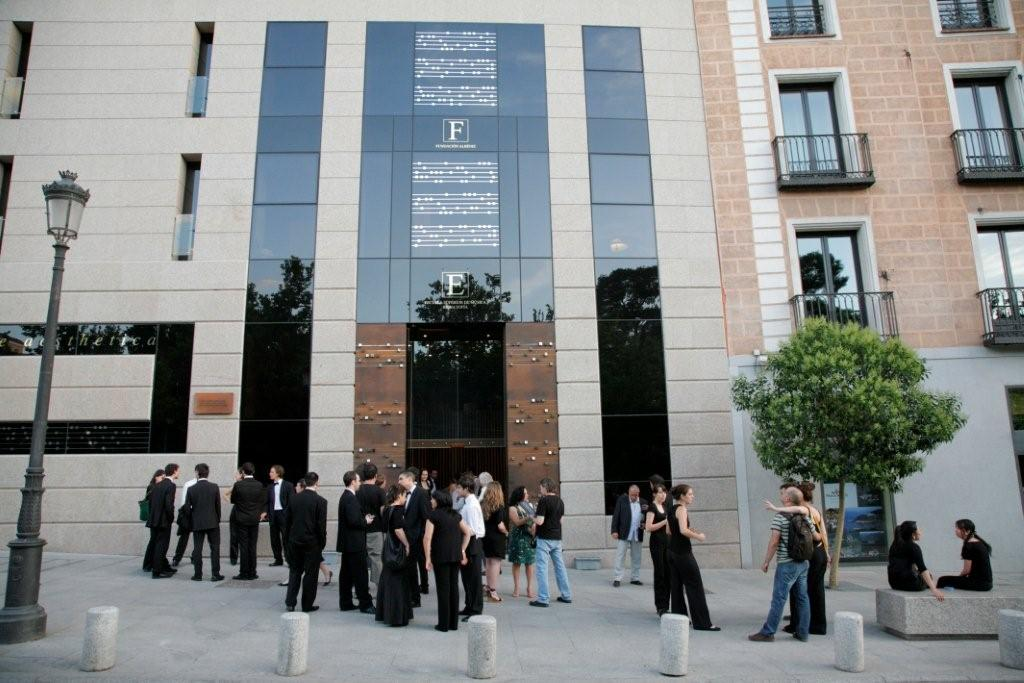
Fachada de la Fundación Albéniz de Miguel de Oriol.

Su actividad profesional en la promoción de la música comenzó en 1972 con la puesta en marcha del Concurso Internacional de Piano de Santander.
- 1972: Concurso Internacional de Piano de Santander.
- 1987: Fundación Albéniz.
- 1989: Centro de Archivos y Documentación Albéniz.
- 1991: Escuela Superior de Música Reina Sofía.
- 1998: Premio Yehudi Menuhin a la Integración de las Artes y la Educación.
- 2000: Escuela Virtual de Música "MagisterMusicae.com".
- 2001: Encuentro de Música y Academia de Santander.
- 2005: Instituto Internacional de Música de Cámara de Madrid.
- 2010: Classicalplanet.com.

## Premios y galardones
La actividad de Paloma O'Shea ha sido reconocida en numerosas ocasiones por instituciones españolas y de otros países. Ese reconocimiento se inició con el Lazo de la Orden de Isabel la Católica. En 1988, recibió la Medalla de Honor de la Real Academia de Bellas Artes de San Fernando de Madrid y, en 1994, la Medalla Picasso de la UNESCO por su contribución al entendimiento cultural entre los países y por su dedicación a la promoción de jóvenes artistas. Ha recibido también la Orden Heráldica de Cristóbal Colón, de la República Dominicana, la Medalla de Oro del Spanish Institute de Nueva York y en 1996 el Premio Montblanc de la Cultura. En 1998, por acuerdo del Consejo de Ministros, Paloma O’Shea recibió de manos de SS. MM. los Reyes la Medalla de Oro al Mérito de las Bellas Artes. Por su parte, el Gobierno Regional de Cantabria la ha declarado Hija Adoptiva de esa Comunidad. En 2004 fue nombrada por el Gobierno francés "Chevalier" de la Orden de la Legión de Honor, y en 2005 recibió, en el Palazzo Vecchio de Florencia, el título de Donna Firenze. También en 2005, fue distinguida con el Premio de Cultura de la Comunidad de Madrid. Un año después le fue otorgada la Medalla de Honor del Archivo Manuel de Falla, fue nombrada Hija Adoptiva por el Ayuntamiento de Santander y recibió el título de "Honorary Fellow" de la Royal Academy of Music de Londres. En 2009, el Ayuntamiento de Madrid le otorgó la Medalla de Oro.